# دیتر تسچه
دیتر زیچه، (به آلمانی: Dieter Zetsche) (زاده ۵ مه ۱۹۵۳) کارآفرین، بازرگان و مدیر ارشد اجرایی آلمانی است، که در حال حاضر به‌عنوان مدیر عامل اجرایی (CEO) شرکت دایملر آ گ فعالیت می‌نماید. وی از سال ۲۰۰۶ ریاست هیئت مدیره شرکت مرسدس بنز را نیز بر عهده دارد.و او در ساخت تبلیغ طعنه آمیزه بی ام و نقش داشت
https://www.aparat.com/v/PSGb6
او در سال ۲۰۱۵ حقوقی بیش از نه میلیون و ششصد هزار یورو دریافت کرد که این میزان بالاترین حقوق در آلمان بوده‌است.